# Pouteria
Pouteria is een geslacht van voornamelijk bomen uit de familie Sapotaceae. Het geslacht heeft een zeer grote verspreiding in (sub)tropische gebieden. Bekende soorten zijn de canistel (Pouteria campechiana) en  de Mamey sapota (Pouteria sapota).

## Soorten
- Pouteria alvesii Alves-Araújo
- Pouteria amapaensis Pires & T.D.Penn.
- Pouteria amazonica Radlk.
- Pouteria ambelaniifolia (Sandwith) T.D.Penn.
- Pouteria amygdalicarpa (Pittier) T.D.Penn.
- Pouteria amygdalina (Standl.) Baehni
- Pouteria andarahiensis T.D.Penn.
- Pouteria anomala (Pires) T.D.Penn.
- Pouteria anteridata T.D.Penn.
- Pouteria arcuata T.D.Penn.
- Pouteria areolatifolia Lundell
- Pouteria arguacoensium (H.Karst.) Baehni
- Pouteria aristata (Britton & P.Wilson) Baehni
- Pouteria atabapoensis (Aubrév.) T.D.Penn.
- Pouteria atlantica Alves-Araújo & M.Alves
- Pouteria aubrevillei Bernardi
- Pouteria aurea T.D.Penn.
- Pouteria austin-smithii (Standl.) Cronquist
- Pouteria baehniana Monach.
- Pouteria bangii (Rusby) T.D.Penn.
- Pouteria bapeba T.D.Penn.
- Pouteria beaurepairei (Glaz. & Raunk.) Baehni
- Pouteria belizensis (Standl.) Cronquist
- Pouteria benai (Aubrév. & Pellegr.) T.D.Penn.
- Pouteria bilocularis (H.J.P.Winkl.) Baehni
- Pouteria bonneriana Bernardi
- Pouteria brachyandra (Aubrév. & Pellegr.) T.D.Penn.
- Pouteria bracteata T.D.Penn.
- Pouteria brevensis Pires
- Pouteria brevipetiolata T.D.Penn.
- Pouteria briocheoides Lundell
- Pouteria buenaventurensis (Aubrév.) Pilz
- Pouteria bullata (S.Moore) Baehni
- Pouteria butyrocarpa (Kuhlm.) T.D.Penn.
- Pouteria caimito (Ruiz & Pav.) Radlk.
- Pouteria calistophylla (Standl.) Baehni
- Pouteria campanulata Baehni
- Pouteria campechiana (Kunth) Baehni
- Pouteria canaimaensis T.D.Penn.
- Pouteria capacifolia Pilz
- Pouteria cayennensis (A.DC.) Eyma
- Pouteria celebica Erlee
- Pouteria chiricana (Standl.) Baehni
- Pouteria chocoensis (Aubrév.) T.D.Penn.
- Pouteria cicatricata T.D.Penn.
- Pouteria ciliata Alves-Araújo & M.Alves
- Pouteria cinnamomea (Diels) Baehni
- Pouteria citriodora Alves-Araújo
- Pouteria cladantha Sandwith
- Pouteria coelomatica Rizzini
- Pouteria collina (Little) T.D.Penn.
- Pouteria condorensis T.D.Penn.
- Pouteria confusa Alves-Araújo & M.Alves
- Pouteria cordiformis T.D.Penn.
- Pouteria coriacea (Pierre) Pierre
- Pouteria crassiflora Pires & T.D.Penn.
- Pouteria cubensis Baehni
- Pouteria cuspidata (A.DC.) Baehni
- Pouteria decorticans T.D.Penn.
- Pouteria decussata (Ducke) Baehni
- Pouteria deliciosa T.D.Penn.
- Pouteria dictyoneura (Griseb.) Radlk.
- Pouteria dominigensis (C.F.Gaertn.) Baehni
- Pouteria durlandii (Standl.) Baehni
- Pouteria egregia Sandwith
- Pouteria elegans (A.DC.) Baehni
- Pouteria engleri Eyma
- Pouteria ephedrantha (A.C.Sm.) T.D.Penn.
- Pouteria ericoides T.D.Penn.
- Pouteria erythrochrysa T.D.Penn.
- Pouteria espinae (Standl.) Baehni
- Pouteria eugeniifolia (Pierre) Baehni
- Pouteria euryphylla (Standl.) Baehni
- Pouteria exfoliata T.D.Penn.
- Pouteria exstaminodia Pires & T.D.Penn.
- Pouteria filiformis T.D.Penn.
- Pouteria filipes Eyma
- Pouteria fimbriata Baehni
- Pouteria flavilatex T.D.Penn.
- Pouteria fossicola Cronquist
- Pouteria foveolata T.D.Penn.
- Pouteria fragrans (Pierre) Dubard
- Pouteria franciscana Baehni
- Pouteria freitasii T.D.Penn.
- Pouteria fulva T.D.Penn.
- Pouteria furcata T.D.Penn.
- Pouteria gabrielensis (Gilly ex Aubrév.) T.D.Penn.
- Pouteria gallifructa Cronquist
- Pouteria gardneri (Mart. & Eichler) Baehni
- Pouteria gardneriana (A.DC.) Radlk.
- Pouteria gigantea (Diels) Pilz
- Pouteria glauca T.D.Penn.
- Pouteria glomerata (Miq.) Radlk.
- Pouteria gomphiifolia (Mart. ex Miq.) Radlk.
- Pouteria gongrijpii Eyma
- Pouteria gracilis T.D.Penn.
- Pouteria grandiflora (A.DC.) Baehni
- Pouteria grandis Eyma
- Pouteria guianensis Aubl.
- Pouteria hexastemon Baehni
- Pouteria hotteana (Urb. & Ekman) Baehni
- Pouteria izabalensis (Standl.) Baehni
- Pouteria jariensis Pires & T.D.Penn.
- Pouteria juruana K.Krause
- Pouteria kaieteurensis T.D.Penn.
- Pouteria kossmanniae C.C.Vasconcelos & Terra-Araujo
- Pouteria krukovii (A.C.Sm.) Baehni
- Pouteria laevigata (Mart.) Radlk.
- Pouteria latianthera T.D.Penn.
- Pouteria lecythidicarpa P.E.Sánchez & Poveda
- Pouteria leptopedicellata Pilz
- Pouteria longifolia (Mart. & Eichler) T.D.Penn.
- Pouteria lucens (Mart. & Miq.) Radlk.
- Pouteria lucida (H.J.Lam) Baehni
- Pouteria lucuma (Ruiz & Pav.) Kuntze
- Pouteria lucumifolia (Reissek ex Maxim.) T.D.Penn.
- Pouteria macahensis T.D.Penn.
- Pouteria macrocarpa (Mart.) D.Dietr.
- Pouteria macrophylla (Lam.) Eyma
- Pouteria maguirei (Aubrév.) T.D.Penn.
- Pouteria manaosensis (Aubrév. & Pellegr.) T.D.Penn.
- Pouteria mattogrossensis (Pilg.) Baehni
- Pouteria maxima T.D.Penn.
- Pouteria megaphylla T.D.Penn.
- Pouteria melanopoda Eyma
- Pouteria micrantha (Urb.) Baehni
- Pouteria microstrigosa T.D.Penn.
- Pouteria minima T.D.Penn.
- Pouteria mongaguensis Mattos
- Pouteria multiflora (A.DC.) Eyma
- Pouteria nemorosa Baehni
- Pouteria nordestinensis Alves-Araújo & M.Alves
- Pouteria nudipetala T.D.Penn.
- Pouteria oblanceolata Pires
- Pouteria obscura (Huber) Baehni
- Pouteria opposita (Ducke) T.D.Penn.
- Pouteria oppositifolia (Ducke) Baehni
- Pouteria orinocoensis (Aubrév.) T.D.Penn.
- Pouteria oxyedra (Miq.) Baehni
- Pouteria oxypetala T.D.Penn.
- Pouteria pachycalyx T.D.Penn.
- Pouteria pachyphylla T.D.Penn.
- Pouteria pallens T.D.Penn.
- Pouteria pallida (C.F.Gaertn.) Baehni
- Pouteria pariry (Ducke) Baehni
- Pouteria penicillata Baehni
- Pouteria pentamera T.D.Penn.
- Pouteria peruviensis (Aubrév.) Bernardi
- Pouteria petiolata T.D.Penn.
- Pouteria pimichinensis T.D.Penn.
- Pouteria pisquiensis Baehni
- Pouteria platyphylla (A.C.Sm.) Baehni
- Pouteria plicata T.D.Penn.
- Pouteria polycarpa (Rusby) Baehni
- Pouteria polysepala T.D.Penn.
- Pouteria procera (Mart.) K.Hammer
- Pouteria psammophila (Mart.) Radlk.
- Pouteria puberula T.D.Penn.
- Pouteria pubescens (Aubrév. & Pellegr.) T.D.Penn.
- Pouteria pullei Eyma
- Pouteria putamen-ovi T.D.Penn.
- Pouteria quicheana Cronquist
- Pouteria ramiflora (Mart.) Radlk.
- Pouteria resinosa T.D.Penn.
- Pouteria reticulata (Engl.) Eyma
- Pouteria retinervis T.D.Penn.
- Pouteria rhynchocarpa T.D.Penn.
- Pouteria rigida (Mart. & Eichler) Radlk.
- Pouteria rigidopsis Monach. ex T.D.Penn.
- Pouteria rodriguesiana Pires & T.D.Penn.
- Pouteria rostrata (Huber) Baehni
- Pouteria rufotomentosa (Lundell) T.D.Penn.
- Pouteria sagotiana (Baill.) Eyma
- Pouteria salicifolia (Spreng.) Radlk.
- Pouteria samborae Alves-Araújo & Mônico
- Pouteria sambuensis (Pittier) Baehni
- Pouteria sapota (Jacq.) H.E.Moore & Stearn
- Pouteria scabritesta T.D.Penn.
- Pouteria sclerocarpa (Pittier) Cronquist
- Pouteria scrobiculata Monach. ex T.D.Penn.
- Pouteria semecarpifolia (Pierre ex Duss) Pierre
- Pouteria sessiliflora (Sw.) Poir.
- Pouteria sessilis T.D.Penn.
- Pouteria silvestris T.D.Penn.
- Pouteria simulans Monach.
- Pouteria singularis T.D.Penn.
- Pouteria sipapoensis T.D.Penn.
- Pouteria speciosa (Ducke) Baehni
- Pouteria spicata J.F.Morales
- Pouteria squamosa Cronquist
- Pouteria stenophylla Baehni
- Pouteria stipitata Cronquist
- Pouteria stipulifera T.D.Penn.
- Pouteria stylifera T.D.Penn.
- Pouteria subcaerulea Pierre ex Dubard
- Pouteria subrotata Cronquist
- Pouteria subsessilifolia Cronquist
- Pouteria surumuensis Baehni
- Pouteria synsepala Popovkin & A.D.Faria
- Pouteria tannaense (Guillaumin) ined.
- Pouteria tarapotensis (Eichler ex Pierre) Baehni
- Pouteria tarumanensis Pires
- Pouteria tenuisepala Pires & T.D.Penn.
- Pouteria torta (Mart.) Radlk.
- Pouteria trifida Alves-Araújo & M.Alves
- Pouteria trigonosperma Eyma
- Pouteria trilocularis Cronquist
- Pouteria triplarifolia C.K.Allen ex T.D. Pennington
- Pouteria ucuqui Pires & R.E.Schult.
- Pouteria undulatifolia Rizzini
- Pouteria validinervis (Sleumer) Baehni
- Pouteria valparadisaea (Molina) ined.
- Pouteria velutinicarpa Alves-Araújo & M.Alves
- Pouteria venosa (Mart.) Baehni
- Pouteria vernicosa T.D.Penn.
- Pouteria virescens Baehni
- Pouteria viridis (Pittier) Cronquist
- Pouteria williamii (Aubrév. & Pellegr.) T.D.Penn.

### Ooit ook bij dit geslacht ingedeeld
- Englerophytum magalismontanum (als P. magalismontana)
- Synsepalum dulcificum (als P. dulcifica) Mirakelbes

### Synoniemen die nog in gebruik zijn
| - Achradelpha O.F.Cook - Albertisiella Pierre ex Aubrév. - Aningeria Aubrév. & Pellegr. - Barylucuma Ducke - Beauvisagea Pierre - Beccarimnia Pierre ex Koord. - Blabea Baehni - Blabeia Baehni - Bureavella Pierre - Calocarpum Pierre - Calospermum Pierre - Caramuri Aubrév. & Pellegr. - Chaetocarpus Schreb. - Daphniluma Baill. - Discoluma Baill. - Dithecoluma Baill. | - Eglerodendron Aubrév. & Pellegr. - Englerella Pierre - Eremoluma Baill. - Fontbrunea Pierre - Franchetella Pierre - Gayella Pierre - Gomphiluma Baill. - Guapeba Gomes - Hormogyne A.DC. - Ichthyophora Baehni - Iteiluma Baill. - Krausella H.J.Lam - Krugella Pierre - Labatia Sw. - Leioluma Baill. | - Lucuma Molina - Maesoluma Baill. - Malacantha Pierre - Microluma Baill. - Myrsiniluma Baill. - Myrtiluma Baill. - Nemaluma Baill. - Neolabatia Aubrév. - Neoxythece Aubrév. & Pellegr. - Ochroluma Baill. - Oxythece Miq. - Paralabatia Pierre - Peteniodendron Lundell - Peuceluma Baill. - Piresodendron Aubrév. ex Le Thomas - Pleioluma Baill. | - Podoluma Baill. - Poissonella Pierre - "Prozetia" Neck. (nom. inval.) - Pseudocladia Pierre - Pseudolabatia Aubrév. & Pellegr. - Pseudoxythece Aubrév. - Pyriluma (Baill.) Aubrév. - Radlkoferella Pierre - Richardella Pierre - Sandwithiodoxa Aubrév. & Pellegr. - Siderocarpus ierre - Syzygiopsis Ducke - Urbanella Pierre - Woikoia Baehni - Wokoia Baehni |

### Soms ook gerekend totPouteria
- Beccariella Pierre
- Boerlagella Cogn.
- Planchonella Pierre
- Sersalisia R.Br.
- Van-royena Aubrév.